# Knefler Frigyes
Knefler Frigyes (angolul: Frederick Knefler) (Arad, Magyar Királyság, 1834. április 12. – Indianapolis, Indiana, 1901. június 14.) magyar honvéd,  amerikai címzetes (Brevet) dandártábornok.

## Életpályája
Apja orvos volt, családneve Knöpfler. Frigyes Bécsben folytatott tanulmányokat, s még alig volt 15 éves, amikor tanulmányait megszakítva beállt az 1848–49-es forradalom és szabadságharcba honvédnek. Apja is részt vett a szabadságharcban, így a világosi fegyverletétel után az egész családnak menekülnie kellett. 1850-ben érkeztek meg a New York-i kikötőbe. New Yorkban Frigyes kitanulta a hajóács mesterséget, s famunkásként dolgozott akkor is, amikor családja Indiana állam fővárosába, Indianapolisba költözött. A munka mellett jogot is tanult Jonathan W. Gordon ügyvédi irodájában. Hamarosan Ripley megye hivatalának irodájába került, majd Marion megye (Florida) hivatalnoka, John C. New vette maga mellé az irodájába.
A nyugalommal kecsegtető polgári élet azonban véget ért, mikor Dél-Karolina államban a Amerikai Konföderációs Államok ideiglenes hadserege A Sumter-erőd ostroma. 1861. április 12-i bombázása. Ezzel kezdetét vette az amerikai polgárháború. Knefler otthagyta a hivatalát, s 1861. április 15-én beállt az unionisták 11. indianai önkéntes ezredébe mint közlegény, hamarosan kapitány lett, az amerikai polgárháborúban a tűzkeresztségen a Romney (Nyugat-Virginia) melletti csatában esett át.
Lew Wallace, a világhírű Ben Hur című regény írója tábornok lett az amerikai polgárháborúban. Többek tanácsára maga mellé vette Knefler Frigyest adjutánsnak. Knefler Wallace mellett maradt egészen addig, amíg meg nem szervezték a 79. indianai önkéntes gyalogezredet, amelynek ezredese lett. Ebben a beosztásban szolgált 1862. augusztus 27-től a polgárháború végéig. A polgárháború végén, 1865. március 13-án érdemes szolgálataira való tekintettel címzetes (Brevet) brigadéros-tábornoki kinevezést kapott. Ő az egyetlen, ki zsidó létére egycsillagos tábornoki (vezérőrnagyi) rendfokozatot kapott. 
Woods tábornok hadosztályában dandárparancsnoki beosztást kapott a nashvillei (Tennessee), a chattanoogai és a második franklini (Tennessee) csatákban. Fontos szerepe volt a Chattanooga (Tennessee) felmentése után vívott Missionary Ridge-i ütközetben, ahol saját ezrede mellett a 86. indianai ezredet is irányította. Knefler volt az első tiszt, aki feljutott a hegygerinc tetejére. E csata történetét később tanulmányban írta meg objektív hangnemben. Részt vett az atlantai hadjáratban, ezrede harcolt Atlanta város (Georgia) ostrománál.
Knefler Frigyes mint katonai vezető igen erős fegyelmet követelt meg katonáitól, ugyanakkor teljesen szolidáris volt velük, minden nehézségben osztozott alárendeltjeivel, a legnagyobb veszedelmek közepette is törődött katonáival. Saját táborán kívül házban nem aludt soha, s arra törekedett, hogy katonáinak minél jobb ellátást biztosítson. A katonái, amikor megismerték, rajongtak érte.
Knefler a polgárháború után ügyvédi gyakorlatot folytatott Indianapolisban, majd Hayes elnök kinevezte kerületi nyugdíjhivatal vezetőnek, nyolc évig dolgozott ebben a beosztásban. Ezután a katonák és tengerészek emlékművét létrehozó bizottság elnökévé választották, itt is nagy igyekezettel tevékenykedett.
1901. június 14-én érte a halál indianapolisi otthonában. Az egész város búcsúztatta nagy részvéttel és tisztelettel. Az Indianapolis Journal vezércikkben búcsúztatta, s méltatta polgárháborús érdemeit. Indianapolisban, a Crown Hill temetőben helyezték örök nyugalomra.

## Magánélete
Második házasságából 6 gyermeke született.